# Бартоломе Ідальго
Бартоломе́ Хосе́ Іда́льго (ісп. Bartolome José Hidalgo; нар. 24 серпня 1788, Монтевідео — пом. 28 листопада 1822, Морон) — уругвайський і аргентинський поет; основоположник національної поезії Уругваю та Аргентини, один з фундаторів так званої літератури гаучо; учасник боротьби за незалежність Уругваю.

## Творчість
Творчість поета пройнята патріотичними ідеями, духом визвольної боротьби проти іспанських колонізаторів. Автор:
- збірок: «Патріотичні діалоги» (1821), «Травневі діалоги» (1822);
- п'єс: «Почуття одного патріота» (1816), «Громадянська війна» (1817), «Перемога» (1819), «Ідоменео» (1820) та інше.